# Плотичье (деревня)
Плотичье — деревня в Устюженском районе Вологодской области.
Входит в состав Моденского сельского поселения, с точки зрения административно-территориального деления — в Моденский сельсовет.
Расположена на правом берегу реки Молога. Расстояние по автодороге до районного центра Устюжны — 38 км, до центра муниципального образования села Модно — 2 км. Ближайшие населённые пункты — Кортиха, Модно, Слуды.
Население по данным переписи 2002 года — 130 человек (49 мужчин, 81 женщина). Преобладающая национальность — русские (97 %).

## Галерея

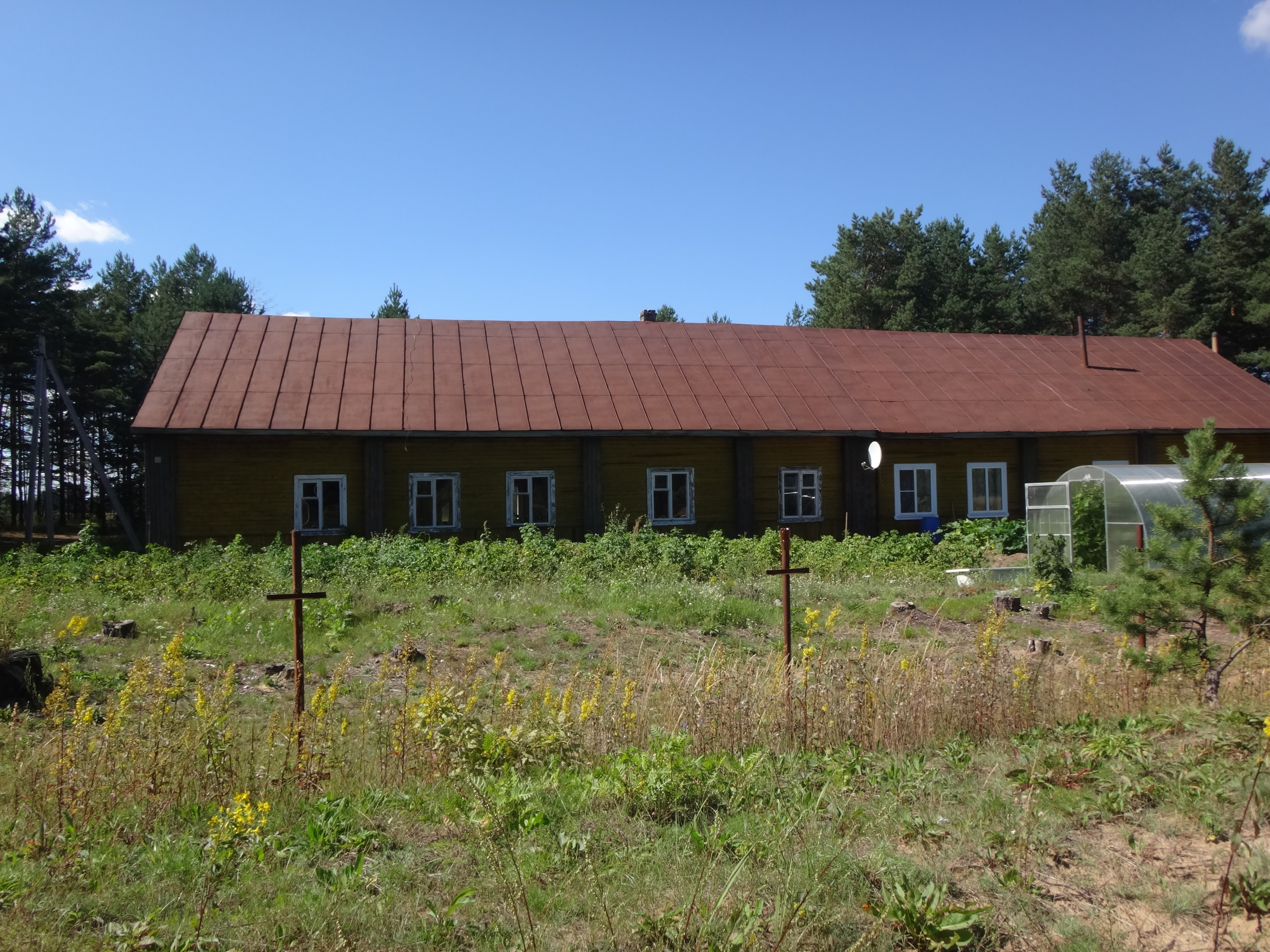
Барак
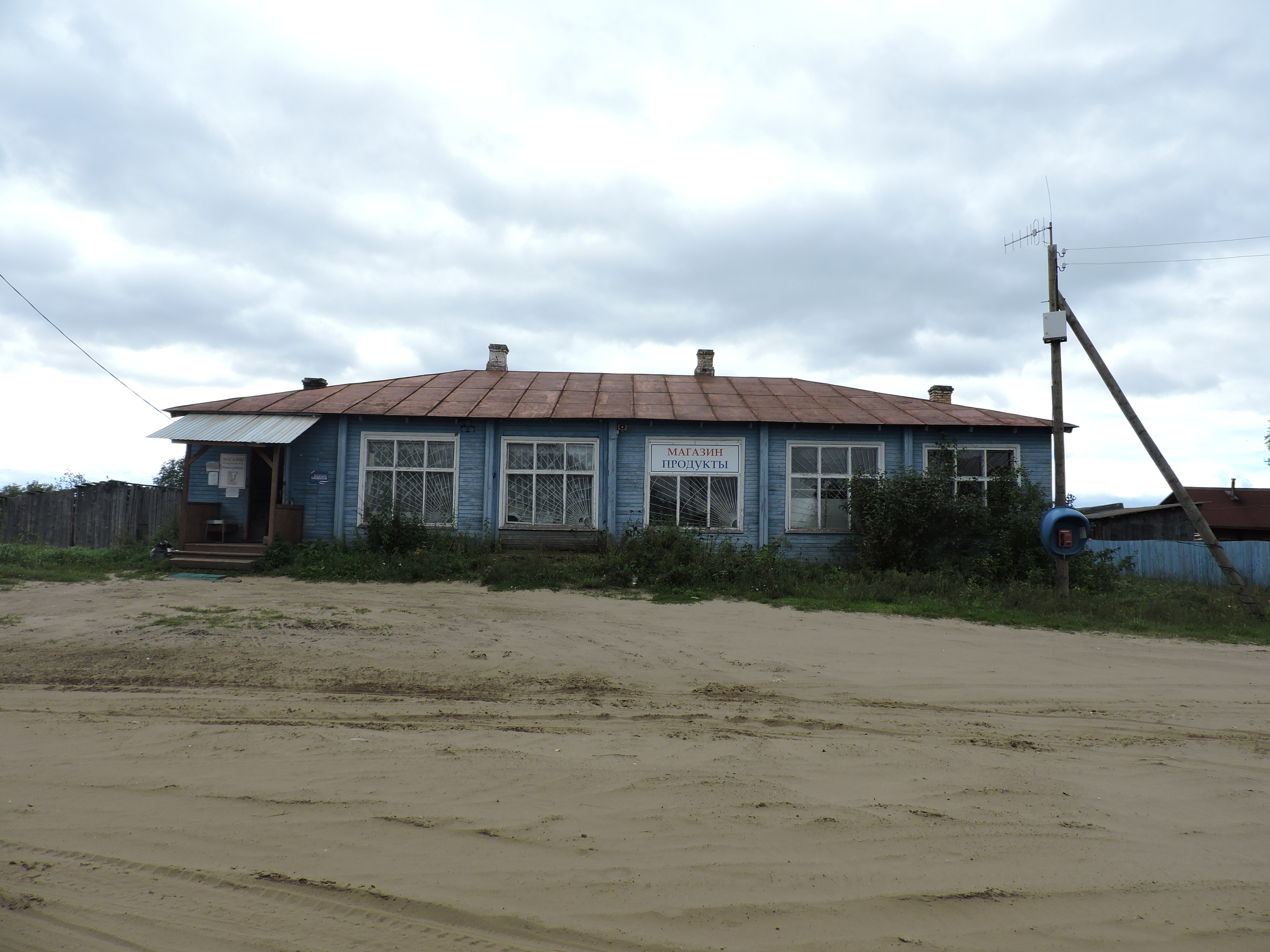
Магазин № 1
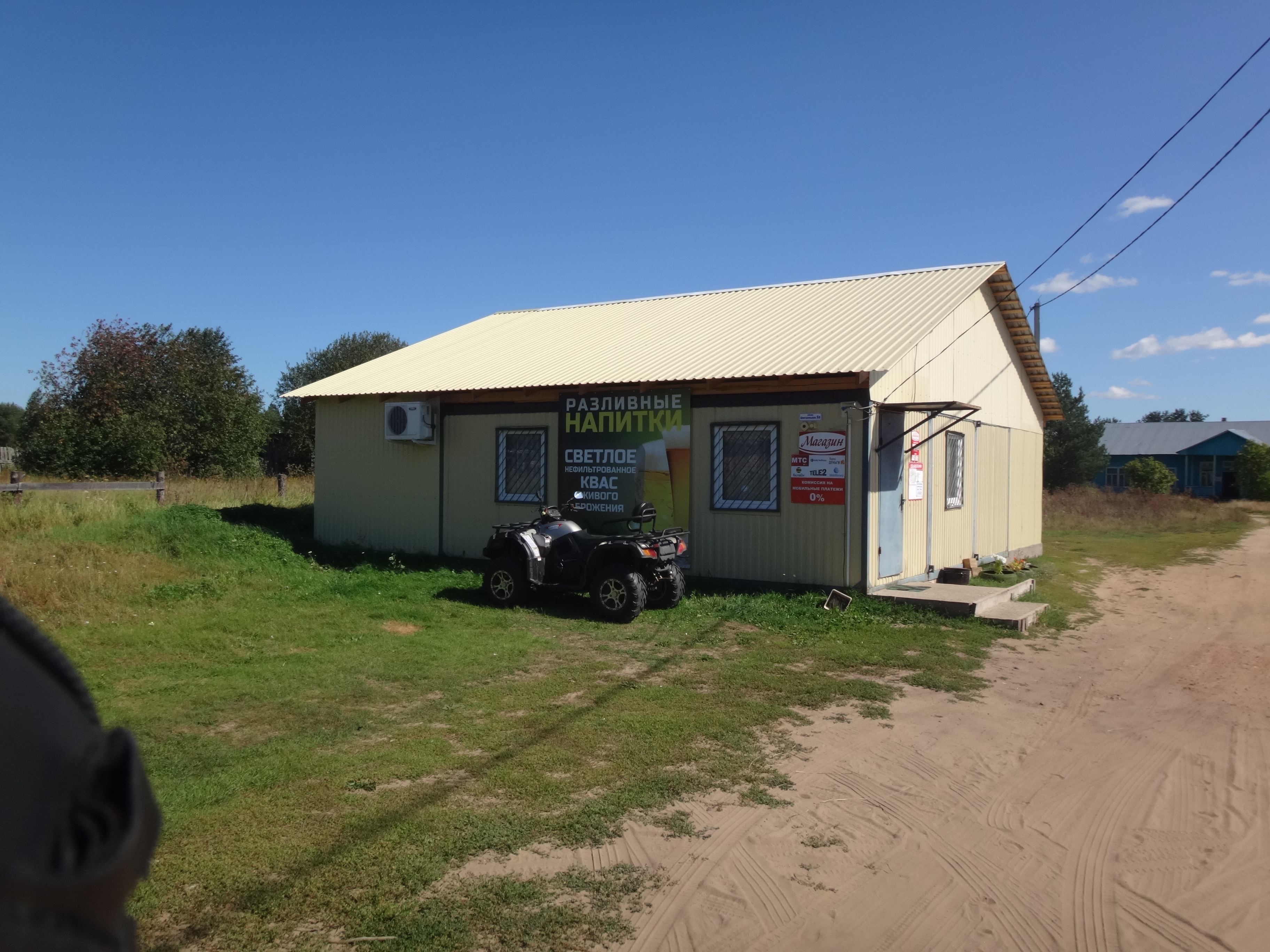
Магазин № 2
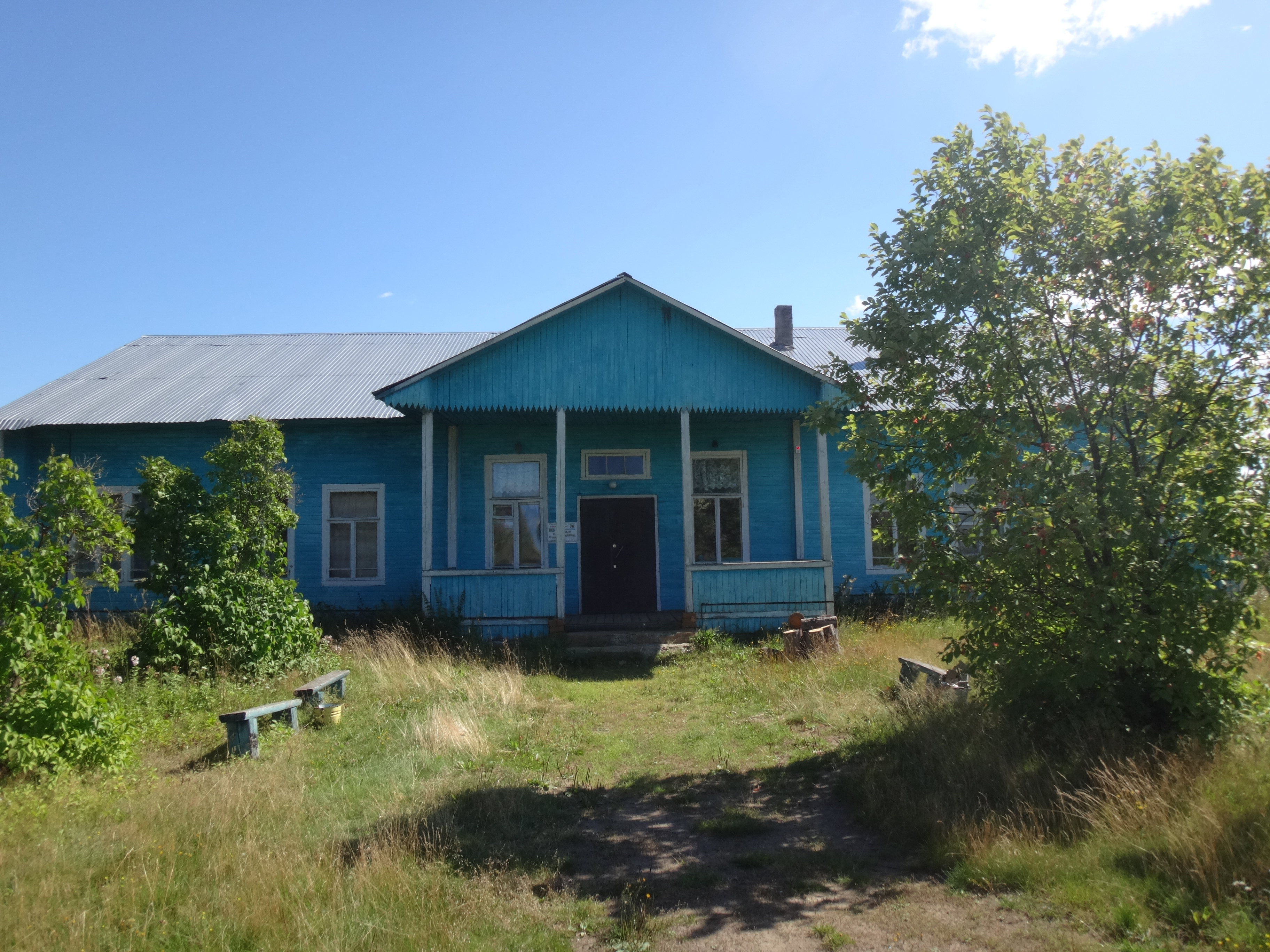
Деревенский клуб
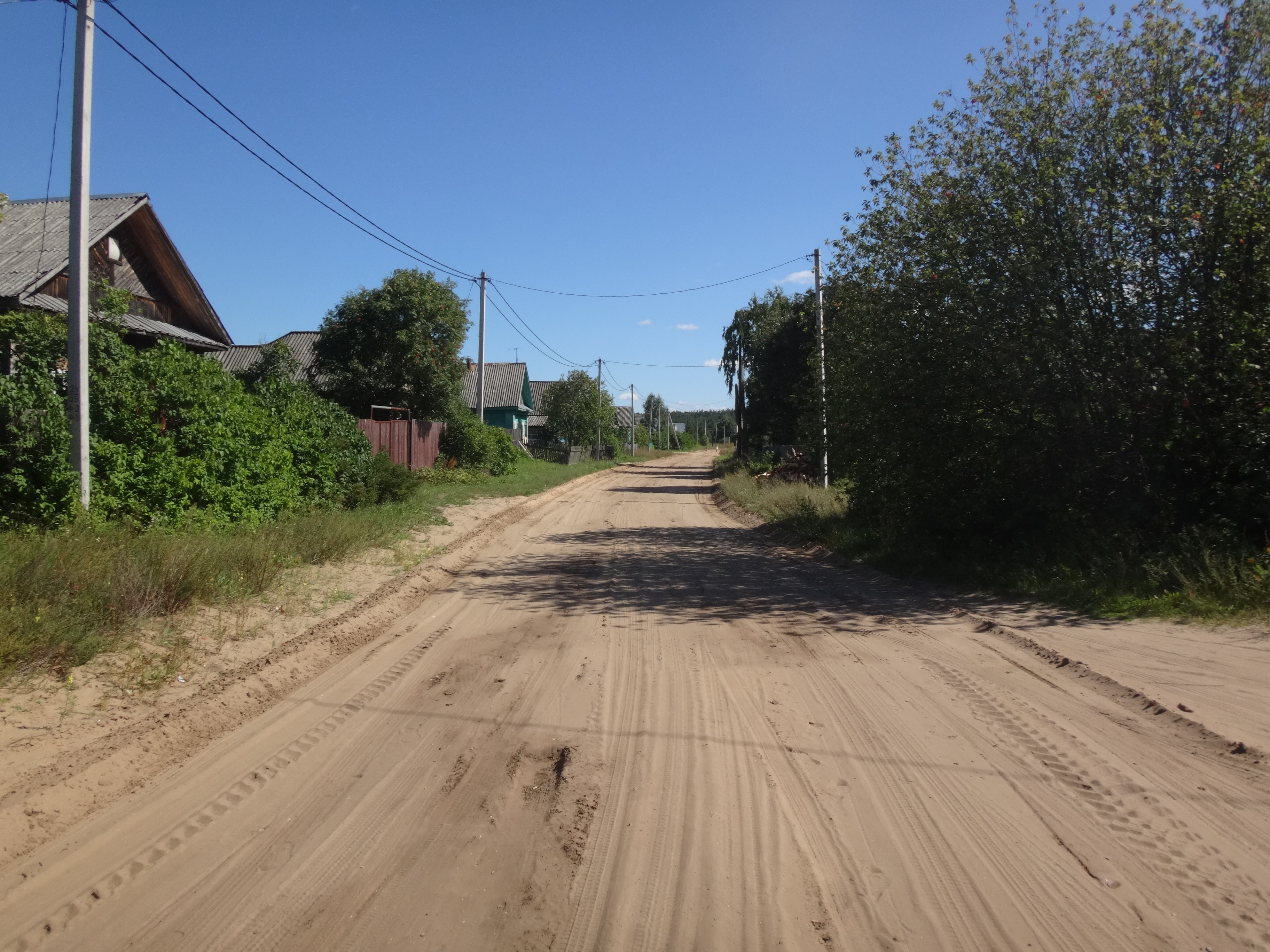
Центральная дорога